# トサモアー
トサモアーは日本の競走馬。阪神3歳ステークス、神戸杯を制し、桜花賞および菊花賞で2着に入る活躍を見せた。1955年に啓衆社賞最優秀3歳牝馬に選出された。
牝系子孫にリキエイカン、スズカコバン、ヤエノダイヤ、オースミハルカ、レイパパレらを輩出する名牝系の祖として、また夭折の天才騎手大柳英雄の代表騎乗馬として知られている。

## 戦績
※馬齢は旧表記（数え）とする。
トサモアーは、生産者の鮫川由五郎の持ち馬として1955年に清水茂次厩舎に入厩し、若手の大柳英雄騎手を鞍上に、札幌競馬場でのデビュー戦を勝利で飾った。次のレースでは3着に敗れたものの、その後5連勝し、12月11日に行われた阪神3歳ステークスでも勝利を挙げ、3歳を7戦6勝の成績で終えて休養に入った。
桜花賞を目標に3月のオープン戦で復帰する事になったトサモアーであったが、デビュー戦以来のパートナーだった大柳騎手は、前年12月24日のレースで落馬殉職し、既にこの世の人では無かった。そこで、新たなパートナーとして境勝太郎騎手を迎え、オープンを快勝して臨んだ桜花賞では、力をつけていたミスリラの2着に敗れた。その後京都4歳特別（2着）を挟み、3戦2勝としてオークスに出走したが、フエアマンナの3着となり、さらに連闘で出走した日本ダービーでは、重馬場が苦手な事や、落馬事故などの影響もあって、最下位の25着（出走27頭で2頭落馬）に敗れた。
1ヶ月後、松永高徳騎手に乗り代わって出走した毎日杯では、苦手の不良馬場もあって2着となったが、続く条件戦を勝利して暫く休養に入った。
休養明けの特ハンでヒヤキオーガンを破って勝利すると、次の京都杯で2着に健闘し、続く3歳限定の神戸杯を63キロという酷量を克服し、ミスリラらを退け快勝。更にオープンにも勝利し、最後の一冠である菊花賞に出走した。キタノオー、ハクチカラに次ぐ3番人気に支持されたトサモアーは、キタノオーには敗れたものの、ハクチカラやヘキラクを下して2着に入り、高い能力を示した。
しかしながら、トサモアーはこのレースを最後に引退し、繁殖牝馬となった。通算22戦14勝、日本ダービー以外では3着を外すこともない非常に安定した成績を残した競走馬だった。

## 引退後
引退後は産まれ故郷の鮫川牧場に戻り、繁殖牝馬としてローエングリン（金鯱賞）を出し、牝駒モンテホープからはリキエイカンやサリュウコバン（スズカコバンの母）を、その他の産駒やその仔からも次々と活躍馬を出し、その子孫は現在も鮫川牧場の基幹血統となっている。

## 主な牝系図
牝系図の主要な部分（太字はGI級競走優勝馬）は以下の通り。
- Mayonaise 1856 ---No.3-l始祖
  - Carine 1866
    - True Love 1878
      - Sterling Love 1883
        - Stirrup Cup 1890
          - *フロリースカツプ 1903 ←---フロリースカツプ牝系に戻る
            - 第九フロリースカツプ 1924
              - スターリングモア 1929
                - 第三スターリングモア 1944
                  - トサモアー 1953 ---↓改行

---↓トサモアー牝系
- トサモアー
  - トサモアー弐世 1959
    - プロントモアー 1976
      - ピーターホーラー 1983（愛知杯）

  - モンテホープ 1960
    - リキエイカン 1966（天皇賞（春）、阪神3歳S、スワンS）
    - ヤマニサクラ 1967
      - ウーマンパワー 1979
        - インターボイジャー 1987（札幌3歳S）
        - グランドウイナー 1988
          - レイナロバリー 1992
            - レイナワルツ 2000（名古屋記念、東海桜花賞、東海菊花賞）

      - ナムラピアリス 1984
        - オイスターチケット 1998
          - シェルズレイ 2003
            - シャイニングレイ 2012（ホープフルS、CBC賞）
            - レイパパレ 2017（大阪杯、チャレンジC）

          - ブラックシェル 2005（NHKマイルC2着）

    - エリモテル 1969
      - メイシヨウロマン 1982
        - ファンドリロバリー 1993（阪神スプリングジャンプ）

    - トーエイプリンセス 1973
      - ベツプイチバン 1978
        - テイエムメガトン 1994（ダービーグランプリ、グランシャリオC）
        - セカンドチャンス 1997
          - レッドアゲート 2005（フローラS）
            - レッドジェニアル 2016（京都新聞杯）

    - サリユウコバン 1974
      - スズカコバン 1980（宝塚記念、京都大賞典、神戸新聞杯）

  - オーナーズチエス 1965（金鯱賞、東海菊花賞）
  - カコガワクイン 1968
    - シヤークカコガワ 1973
      - ヤエノダイヤ 1985（神戸新聞杯）

    - シヤークテイム 1975
      - スプリングシャトー 1983
        - ポジー 1990

  - ブロードウエー 1966
    - ロイヤルミラー 1973
      - タカノオーヒメ 1989
        - ルスナイクリスティ 1998（ファルコンS）

  - ランズプロント 1974
    - グレースウーマン 1985
      - ゴールドグレース 2002
        - ハイノリッジ 2011
          - セイウンハーデス 2019（七夕賞、エプソムC）

    - ホッコーオウカ 1993
      - オースミハルカ 2000（府中牝馬S、クイーンS、チューリップ賞）
        - オースミイチバン 2012（兵庫CS、ダイオライト記念）

      - オースミグラスワン 2002（新潟大賞典）
      - ラブジュリエット 2009
        - ブラックシンデレラ 2014
          - サンヨウテイオウ 2022（東海優駿）

牝系図の出典：Galopp-Sieger

## 血統表
| トサモアーの血統（ブランドフォード系 / Rock Sand5×5=6.25%） | トサモアーの血統（ブランドフォード系 / Rock Sand5×5=6.25%） | トサモアーの血統（ブランドフォード系 / Rock Sand5×5=6.25%） | （血統表の出典）           | （血統表の出典） |
| 父 トサミドリ 1946 鹿毛 日本                                | 父の父*プリメロ Primero 1931 鹿毛 イギリス                  | Blandford                                                   | Swynford                   | Swynford         |
| 父 トサミドリ 1946 鹿毛 日本                                | 父の父*プリメロ Primero 1931 鹿毛 イギリス                  | Blandford                                                   | Blanche                    |                  |
| 父 トサミドリ 1946 鹿毛 日本                                | 父の父*プリメロ Primero 1931 鹿毛 イギリス                  | Athasi                                                      | Farasi                     | Farasi           |
| 父 トサミドリ 1946 鹿毛 日本                                | 父の父*プリメロ Primero 1931 鹿毛 イギリス                  | Athasi                                                      | Athgreany                  |                  |
| 父 トサミドリ 1946 鹿毛 日本                                | 父の母*フリツパンシー Flippancy 1924 黒鹿毛 イギリス        | Flamboyant                                                  | Tracery                    | Tracery          |
| 父 トサミドリ 1946 鹿毛 日本                                | 父の母*フリツパンシー Flippancy 1924 黒鹿毛 イギリス        | Flamboyant                                                  | Simonath                   |                  |
| 父 トサミドリ 1946 鹿毛 日本                                | 父の母*フリツパンシー Flippancy 1924 黒鹿毛 イギリス        | Slip                                                        | Robert le Diable           | Robert le Diable |
| 父 トサミドリ 1946 鹿毛 日本                                | 父の母*フリツパンシー Flippancy 1924 黒鹿毛 イギリス        | Slip                                                        | Snip                       |                  |
| 母 第三スターリングモア 1944 鹿毛 日本                      | 母の父月友 1932 栗毛 日本                                   | Man O' War                                                  | Fair Play                  | Fair Play        |
| 母 第三スターリングモア 1944 鹿毛 日本                      | 母の父月友 1932 栗毛 日本                                   | Man O' War                                                  | Mahubah                    |                  |
| 母 第三スターリングモア 1944 鹿毛 日本                      | 母の父月友 1932 栗毛 日本                                   | *星友 Alzada                                                | Sir Martin                 | Sir Martin       |
| 母 第三スターリングモア 1944 鹿毛 日本                      | 母の父月友 1932 栗毛 日本                                   | *星友 Alzada                                                | Colna                      |                  |
| 母 第三スターリングモア 1944 鹿毛 日本                      | 母の母スターリングモア 1929 鹿毛 日本                       | *シアンモア Shian Mor                                       | Buchan                     | Buchan           |
| 母 第三スターリングモア 1944 鹿毛 日本                      | 母の母スターリングモア 1929 鹿毛 日本                       | *シアンモア Shian Mor                                       | Orlass                     |                  |
| 母 第三スターリングモア 1944 鹿毛 日本                      | 母の母スターリングモア 1929 鹿毛 日本                       | 第九フロリースカツプ                                        | *ガロン                    | *ガロン          |
| 母 第三スターリングモア 1944 鹿毛 日本                      | 母の母スターリングモア 1929 鹿毛 日本                       | 第九フロリースカツプ                                        | *フロリースカツプ F-No.3-l |                  |

- 半妹トビモアー（父トビサクラ）の子孫にファンドリポポ、ポートブライアンズ。